# 馬子にも衣裳
| ウィキペディアには「馬子にも衣裳」という見出しの百科事典記事はありません（タイトルに「馬子にも衣裳」を含むページの一覧/「馬子にも衣裳」で始まるページの一覧）。 代わりにウィクショナリーのページ「馬子にも衣装」が役に立つかもしれません。 |